# Maria Johnson
Maria Helena Catrin Johnson, även Maria Fagerberg, född 1 februari 1965 i Gamla Uppsala, är en svensk skådespelare. Hon är dotter till skådespelaren Tommy Johnson.
Maria Johnson hade en kort skådespelarkarriär. År 1983 spelade hon rollen som "Lisbeth" i Kjell Sundvalls film Lyckans ost. Året efter hade hon huvudrollen som "Sonja" i Birgitta Svenssons Två solkiga blondiner.

## Filmografi
- 1983 – Lyckans ost
- 1984 – Två solkiga blondiner